# Cacatua negra becllarga
La cacatua negra becllarga (Zanda baudinii) és una espècie d'ocell de la família dels cacatuids (Cacatuidae) que habita els boscos del sud-oest d'Austràlia Occidental.